# Rexhep Maçi
Rexhep Maçi (né et mort à des dates inconnues) est un joueur albanais de football.

## Biographie
Il a évolué dans le club de la capitale du SK Tirana durant les années 1930. La saison 1930, première saison du championnat d'Albanie, voit le club vainqueur et Maçi en finit le meilleur buteur avec trois buts ex æquo avec son coéquipier au SK Tirana Emil Hajnali.
Avec le SK Tirana, il remporte un titre de champion, le premier du club en 1930.

## Palmarès
SK Tirana
- Championnat d'Albanie : (1)
  - Vainqueur : 1930.

- Meilleur buteur du championnat d'Albanie : (1)
  - 1930 (avec 3 buts).